# Sommer-Paralympics 2024/Reiten
Im Dressurreiten der Reiter mit Behinderung (Para-Dressur) wurden bei den Sommer-Paralympics 2024 in Paris in elf Entscheidungen Medaillen vergeben. Die Entscheidungen fielen vom 3. bis 7. September 2024 im Schlosspark des Château de Versailles.

## Wettkampfklassen
Beim Behindertenreitsport wird in fünf Wettkampfklassen (Grade) unterschieden:
- Grade I: Personen mit schweren Beeinträchtigungen, die alle Gliedmaßen und den Rumpf betreffen.
- Grade II: Personen mit entweder einer schweren Beeinträchtigung des Rumpfes und minimalen Beeinträchtigungen der Arme oder moderaten Beeinträchtigungen des Rumpfes, der Arme und der Beine.
- Grade III: Personen mit schweren Beeinträchtigungen in beiden Beinen, minimalen oder keinen Beeinträchtigungen des Rumpfes oder moderaten Beeinträchtigungen der Arme, Beine und des Rumpfes.
- Grade IV: Personen mit schweren Beeinträchtigungen oder Einschränkungen an einem oder an beiden Armen oder einer moderaten Beeinträchtigung aller vier Gliedmaßen oder Kleinwuchs.
- Grade V: Personen mit Sehbeeinträchtigungen oder vollständiger Blindheit oder einer leicht eingeschränkten Beweglichkeit oder Muskelkraft oder einem Mangel an einer Gliedmaße oder einer leichten Beeinträchtigung von zwei Gliedmaßen.[2]

## Ergebnisse

### Mannschaftswertung
Die Mannschaften setzen sich aus jeweils bis zu vier Reitern pro Nation zusammen, wobei die drei besten Ergebnisse in die Wertung eingingen. Zur Mannschaftswertung zählen die Mannschaftsprüfung und der Championshiptest aller Wettkampfklassen.
| Platz                                   | Land               | Reiter und Pferde                | Prozent   |
| Platz                                   | Land               | Reiter und Pferde                | Gesamt    |
| 1                                       |                    |                                  | 235,567 % |
| --------------------------------------- | ------------------ | -------------------------------- | --------- |
|                                         | Vereinigte Staaten | Roxanne Trunnell (Fan Tastico H) | 77,000 %  |
| Fiona Howard (Diamond Dunes)            | Vereinigte Staaten | 80,000 %                         |           |
| Rebecca Hart (Floratina)                | Vereinigte Staaten | 78,567 %                         |           |
| 2                                       |                    |                                  | 232,850 % |
|                                         | Niederlande        | Sanne Voets (Demantur)           | 76,567 %  |
| Demi Haerkens (Daula)                   | Niederlande        | 78,216 %                         |           |
| Rixt van der Horst (Royal Fonq)         | Niederlande        | 78,067 %                         |           |
| 3                                       |                    |                                  | 223,751 % |
|                                         | Deutschland        | Anna-Lena Niehues (Quimbaya 6)   | 75,351 %  |
| Regine Mispelkamp (Highlander Delights) | Deutschland        | 75,500 %                         |           |
| Heidemarie Dresing (Dooloop)            | Deutschland        | 72,900 %                         |           |
| 4                                       |                    |                                  | 223,166 % |
|                                         | Italien            | Sara Morganti (Mariebelle)       | 79,458 %  |
| Carola Semperboni (Paul)                | Italien            | 70,708 %                         |           |
| Francesca Salvadè (Escari)              | Italien            | 73,000 %                         |           |
| 5                                       |                    |                                  | 220,506 % |
|                                         | Frankreich         | Alexia Pittier (Sultan 768)      | 71,892 %  |
| Vladimir Vinchon (Pegase Mayenne)       | Frankreich         | 75,081 %                         |           |
| Chiara Zenati (Swing Royal)             | Frankreich         | 73,533 %                         |           |

### Einzelwertungen: Championshiptest
Die Einzelwertung erfolgt getrennt von der Mannschaftswertung. Je Wettkampfklasse werden zwei Medaillensätze vergeben, der erste hiervon in den Championshiptests.

#### Grade I
| Rang | Reiter            | Pferd             | Prozent  |
| ---- | ----------------- | ----------------- | -------- |
| 1    | Rihards Snikus    | King Of The Dance | 79,167 % |
| 2    | Roxanne Trunnell  | Fan Tastico H     | 78,000 % |
| 3    | Sara Morganti     | Mariebelle        | 74,625 % |
| 4    | Annemarieke Nobel | Doo Schufro       | 72,792 % |
| 5    | Laurentua Tan     | Hickstead         | 72,000 % |

#### Grade II
| Rang | Reiter             | Pferd                  | Prozent  |
| ---- | ------------------ | ---------------------- | -------- |
| 1    | Fiona Howard       | Diamond Dunes          | 76,931 % |
| 2    | Katrine Kristensen | Goerklintgaards Quater | 73,966 % |
| 3    | Georgia Wilson     | Sakura                 | 73,414 % |
| 4    | Heidemarie Dresing | Dooloop                | 73,103 % |
| 5    | Pepo Puch          | Sailor's Blue          | 72,793 % |

#### Grade III
| Rang | Reiter             | Pferd       | Prozent  |
| ---- | ------------------ | ----------- | -------- |
| 1    | Rebecca Hart       | Floratina   | 77,900 % |
| 2    | Rixt van der Horst | Royal Fonq  | 76,433 % |
| 3    | Natasha Baker      | Dawn Chorus | 73,167 % |
| 4    | Francesca Salvadè  | Escari      | 71,566 % |
| 5    | Chiara Zenati      | Swing Royal | 70,533 % |

#### Grade IV
| Rang | Reiter            | Pferd          | Prozent  |
| ---- | ----------------- | -------------- | -------- |
| 1    | Demi Haerkens     | Daula          | 78,722 % |
| 2    | Sanne Voets       | Demantur       | 76,528 % |
| 3    | Anna-Lena Niehues | Quimbaya 6     | 75,222 % |
| 4    | Vladimir Vinchon  | Pegase Mayenne | 72,889 % |
| 5    | Kate Shoemaker    | Vianne         | 72,222 % |

#### Grade V
| Rang | Reiter            | Pferd                   | Prozent  |
| ---- | ----------------- | ----------------------- | -------- |
| 1    | Michele George    | Best Of 8               | 76,692 % |
| 2    | Regine Mispelkamp | Highlander Delight's    | 73,231 % |
| 3    | Sophie Wells      | LJT Egebjerggards Samoa | 72,257 % |
| 4    | Isabell Nowak     | Siracusa Old            | 71,282 % |
| 5    | Lisa Martin       | Vilaggio                | 70,436 % |

### Einzelwertungen: Kür
In den Küren werden die zweiten Medaillensätze pro Wettkampfklasse vergeben. In diesen Prüfungen stellen die Reiter die vorgeschriebenen Lektionen ihrer Wettkampfklasse individuell zu einer Prüfung zusammen. Auch schwierigere Lektionen, die in den Regelaufgaben der Wettkampfklassen nicht vorgesehen sind, können eingebaut werden. Pro Kür und Wettkampfklasse sind hier nur zwei Reiter je Nation zugelassen.

#### Grade I
| Rang | Reiter               | Pferd             | Prozent  |
| ---- | -------------------- | ----------------- | -------- |
| 1    | Rihards Snikus       | King Of The Dance | 82,487 % |
| 2    | Sara Morganti        | Mariebelle        | 81,407 % |
| 3    | Mari Durward-Akhurst | Athene Lindebjerg | 77,747 % |
| 4    | Annemarieke Nobel    | Doo Schufro       | 77,614 % |
| 5    | Roxanne Trunnell     | Fan Tastico H     | 77,307 % |

#### Grade II
| Rang | Reiter             | Pferd                  | Prozent  |
| ---- | ------------------ | ---------------------- | -------- |
| 1    | Fiona Howard       | Diamond Dunes          | 81,994 % |
| 2    | Georgia Wilson     | Sakura                 | 79,374 % |
| 3    | Heidemarie Dresing | Dooloop                | 76,127 % |
| 4    | Katrine Kristensen | Goerklintgaards Quater | 75,687 % |
| 5    | Pepo Puch          | Sailor's Blue          | 74,127 % |

#### Grade III
| Rang | Reiter             | Pferd       | Prozent  |
| ---- | ------------------ | ----------- | -------- |
| 1    | Rebecca Hart       | Floratina   | 83,534 % |
| 2    | Rixt van der Horst | Royal Fonq  | 83,007 % |
| 3    | Natasha Baker      | Dawn Chorus | 77,140 % |
| 4    | Chiara Zenati      | Swing Royal | 75,914 % |
| 5    | Francesca Salvadè  | Escari      | 75,820 % |

#### Grade IV
| Rang | Reiter            | Pferd          | Prozent  |
| ---- | ----------------- | -------------- | -------- |
| 1    | Demi Haerkens     | Daula          | 83,840 % |
| 2    | Anna-Lena Niehues | Quimbaya 6     | 80,900 % |
| 3    | Kate Shoemaker    | Vianne         | 80,170 % |
| 4    | Sanne Voets       | Demantur       | 79,880 % |
| 5    | Vladimir Vinchon  | Pegase Mayenne | 76,230 % |

#### Grade V
| Rang | Reiter            | Pferd                   | Prozent  |
| ---- | ----------------- | ----------------------- | -------- |
| 1    | Michele George    | Best Of 8               | 81,470 % |
| 2    | Regine Mispelkamp | Highlander Delight's    | 80,100 % |
| 3    | Sophie Wells      | LJT Egebjerggards Samoa | 75,445 % |
| 4    | Isabell Nowak     | Siracusa Old            | 73,540 % |
| 5    | Kevin van Ham     | Eros Van Ons Heem       | 73,010 % |

## Medaillenspiegel
| Medaillenspiegel Reiten | Medaillenspiegel Reiten | Medaillenspiegel Reiten         | Medaillenspiegel Reiten   | Medaillenspiegel Reiten   | Medaillenspiegel Reiten |
| Platz                   | Land                    | Goldmedaille – Paralympiasieger | Silbermedaille – 2. Platz | Bronzemedaille – 3. Platz | Gesamt                  |
| ----------------------- | ----------------------- | ------------------------------- | ------------------------- | ------------------------- | ----------------------- |
| 1                       | Vereinigte Staaten      | 5                               | 1                         | 1                         | 7                       |
| 2                       | Niederlande             | 2                               | 4                         | –                         | 6                       |
| 3                       | Belgien                 | 2                               | –                         | –                         | 2                       |
| 3                       | Lettland                | 2                               | –                         | –                         | 2                       |
| 5                       | Deutschland             | –                               | 3                         | 3                         | 6                       |
| 6                       | Großbritannien          | –                               | 1                         | 6                         | 7                       |
| 7                       | Italien                 | –                               | 1                         | 1                         | 2                       |
| 8                       | Dänemark                | –                               | 1                         | –                         | 1                       |